# Be Here Now
Be Here Now is het derde album van de Britse rockband Oasis en werd in augustus 1997 uitgebracht. Het album ging, door de succesvolle albums Definitely Maybe en (What's the Story) Morning Glory?, torenhoge verwachtingen tegemoet. Ondanks initiële verkoop- en kritische successen maakte achteraf het album de hype niet waar. De meeste kritiek baseerde zich op de arrogantie van de band, de nonsens van de teksten en de overproductie van het album.
Toen het in het Verenigd Koninkrijk werd uitgebracht stond Oasis op de ultieme top. Het werd het snelst verkopend album aller tijden - liefst 423.000 exemplaren op de eerste dag en 695.761 in de eerste week. In totaal is het album 8 miljoen keer verkocht, wereldwijd. Het heeft op nummer één gestaan in 28 landen.

## Lijst van nummers
- Alle nummers zijn geschreven door Noel Gallagher

1. "D'You Know What I Mean?" - 7:42
2. "My Big Mouth" - 5:02
3. "Magic Pie" - 7:19
4. "Stand by Me" - 5:56
5. "I Hope, I Think, I Know" - 4:23
6. "The Girl In The Dirty Shirt" - 5:49
7. "Fade In-Out" - 6:52
8. "Don't Go Away" - 4:48
9. "Be Here Now" - 5:13
10. "All Around The World" - 9:20
11. "It's Gettin' Better (Man!!)" - 7:00
12. "All Around The World (Reprise)" - 2:08

## De meningen van Liam en Noel
De broers hebben beide zeer verschillende meningen over het album. Noel trekt zijn handen ervan af, wijzend op de overproductie en een teveel aan drank en drugs. Liam verdedigt de plaat echter en vindt het album zelfs goed.